# Neoterebra juanica
Neoterebra juanica é uma espécie de gastrópode do gênero Neoterebra, pertencente a família Terebridae.